# Comminià
Comminià, en llatí Comminianus, fou un escriptor i gramàtic romà que va viure entre Eli Donat, a qui cita i Servi Maure Honorat, que el cita i, per tant, al segle iv. Alguns fragments extensos de la seva obra foren reproduïts per Carisi i per això són coneguts, ja que el seu llibre es va perdre.